# Axiopoena fluviatilis
Axiopoena fluviatilis är en fjärilsart som beskrevs av Swinhoe 1885. Axiopoena fluviatilis ingår i släktet Axiopoena och familjen björnspinnare. Inga underarter finns listade i Catalogue of Life.